# Buxton Blue
Le Buxton Blue (en français : « bleu de Buxton ») est un fromage anglais à pâte persillée produit à partir de lait de vache et similaire au Stilton Cheese. Ce fromage est légèrement veiné et a une couleur rousse. Il est habituellement de forme cylindrique.
Ce fromage est mangé avec un verre de vin rouge léger ou de Porto.
Buxton Blue est une appellation d'origine protégée en Europe et ce fromage peut seulement être produit dans la région de Buxton avec du lait en provenance des comtés du Derbyshire, du Nottinghamshire ou du Staffordshire.